# 朱常溒
榮端王朱常溒（？—1616年），是榮定王朱翊鉁嫡第一子，明朝第二次封第四代榮王。朱常溒於萬曆九年（1581年）受封榮世孫，萬曆二十六年（1598年）改封榮世子，萬曆四十年（1612年）襲封榮王。他在位四年，在萬曆四十四年（1616年）過世，諡號端，後來由其嫡次子朱由朽嗣位。另外其嫡五子肇慶王朱由楨於南明年間襲封榮王。